# Three Mile Bay (New York)
Three Mile Bay ist eine Ortschaft in den USA. Sie gehört zur Town Lyme und zum Jefferson County im Bundesstaat New York, Vereinigte Staaten. Three Mile Bay hat 227 Einwohner (Stand 2010).
Der Ort liegt am Ufer der Chaumont Bay am Ostufer des Ontariosees am nordöstlichen Ende eines schmalen Seearmes, der wie der Ort Three Mile Bay genannt wird.
Die Siedlung entstand zwischen 1810 und 1820 während der frühen Landnahme durch europäische Siedler. 1852 entstand hier eine Station der Rome, Watertown and Ogdensburg Railroad (RW&O); während der Blütezeit des Ortes zwischen etwa 1850 und 1900 siedelten hier um die 500 Einwohner. Der Ort wurde durch ein Feuer im Jahr 1877 fast vollständig zerstört.